# Otto Stangl
Otto Stangl (* 9. Oktober 1915 in Dachau; † 20. Juli 1990 in München) war ein deutscher Galerist, Kunsthändler und Kunstsammler. Zusammen mit seiner Frau Etta gründete er 1947 in München mit der Modernen Galerie Etta und Otto Stangl eine der bedeutendsten Galerien der Avantgarde nach dem Zweiten Weltkrieg in Deutschland. Ihr Einfluss auf die Vermittlung zeitgenössischer Kunst spielte eine wichtige Rolle bei der Rehabilitierung der sogenannten „entarteten Kunst“ des „Dritten Reichs“.

## Leben und Wirken
Otto Stangl war der Sohn des Bildhauers und Akademieprofessors Hans Stangl (1888–1963), der in München seit der 1930er Jahre eine private Malschule betrieb, die auch zahlreiche Schülerinnen aus vermögenden Familien besuchten. Otto, der sich als Grafiker ausbilden ließ, lernte dort Hulda Elsa (Etta) Ibach (1913–1990) kennen, die 1942/1943 bei Hans Stangl studierte. Das Paar heiratete im September 1944. Etta stammte aus einem vermögenden Barmer Elternhaus; ihr Vater, der Klavierfabrikant Albert Rudolf Ibach, war ein Kunstkenner und von 1921 bis 1937 Vorsitzender des Kunstvereins in Barmen-Wuppertal von 1921 bis 1937. Bereits 1920 hatte er bei Heinrich Thannhauser in München Aquarelle von Paul Klee gekauft, die den Grundstock für seine bedeutende Klee-Sammlung bildeten.

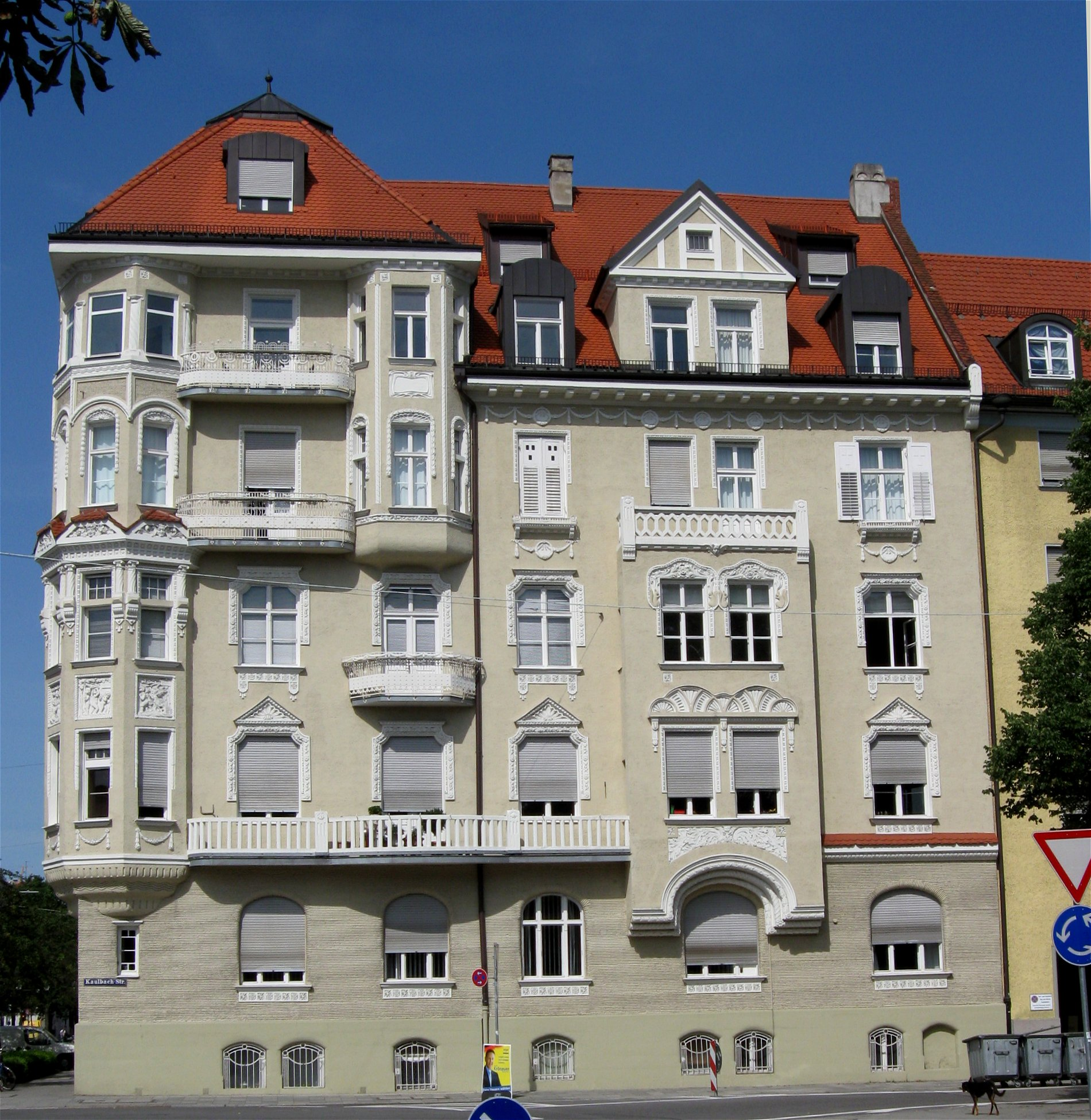
Martiusstraße 7 in Schwabing, Fotografie aus dem Jahr 2009

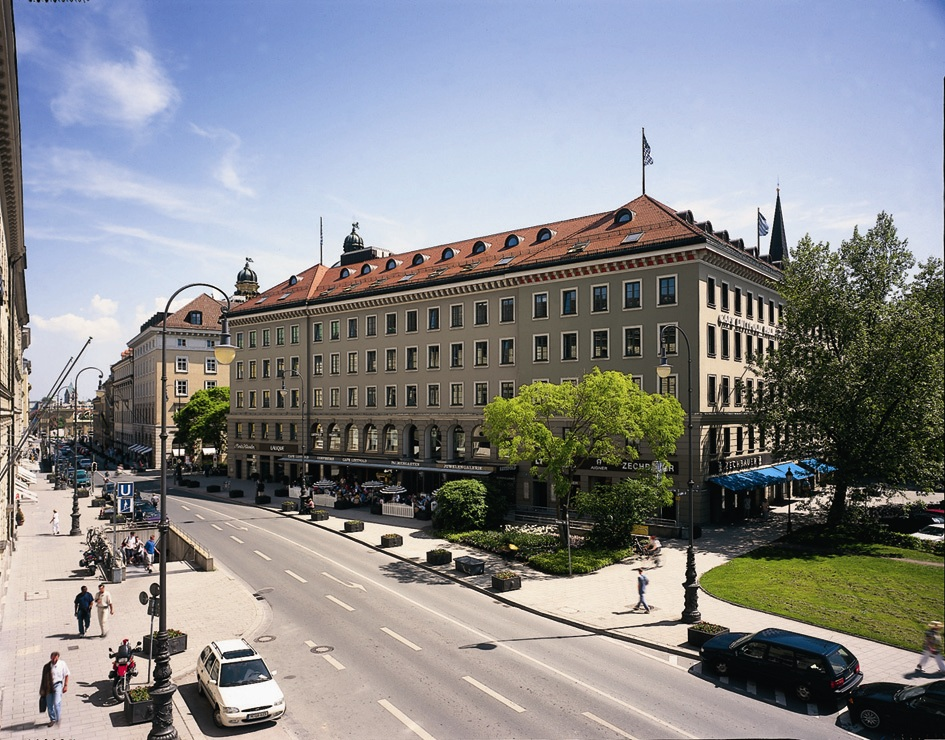
Der Luitpoldblock heute

1948 gründete das Paar in einer hoch gelegenen Etage an der Schwabinger Martiusstraße 7 die Moderne Galerie Etta und Otto Stangl, die dort, mit ihren Geschäftsräumen, bis 1962 bestand und neben der Galerie Günther Franke einen der wichtigsten Treffpunkte von Avantgardekünstlern in München war. Arbeiten aus der Sammlung des verstorbenen Schwiegervaters bildeten den Grundstock der Galerie, die am 11. Februar 1948 mit einer Alexej-von-Jawlensky-Ausstellung eröffnet wurde.
Am 19. Juli 1949 fand in der Galerie die Gründung der „Gruppe der ‚Gegenstandslosen‘ süddeutschen Maler“ statt, die sich Ende 1949 in ZEN 49 umbenannte. Der Name geht vermutlich auf den Vorschlag des  Bildhauers und Gründungsmitglieds Rupprecht Geiger zurück. Stangl förderte die kämpferische Gruppe, die als Ziel hatte, mit der radikalen Abkehr von der jüngsten Vergangenheit eine kulturelle Erneuerung Deutschlands anzustreben. Außerdem entwickelte er ein besonderes Interesse für die Vertreter der École de Paris. Auf eine erste Ausstellung von Hans Hartung im Frühjahr 1949 folgte drei Jahre später durch die Vermittlung Hartungs die erste deutsche Einzelausstellung von Gérard Schneider (Mai–Juni 1952) und anschließend eine von Pierre Soulages (Oktober–November 1952), mit dem die Stangls ebenfalls eine enge Freundschaft verband.
Parallel zu der von Ludwig Grote zusammengestellten Gedächtnisausstellung Der Blaue Reiter im Haus der Kunst zeigte die Galerie Stangl vom 30. August 1949 an die Ausstellung Franz Marc. Aquarelle und Zeichnungen, zu der ein Katalog mit einem Vorwort von Klaus Lankheit erschien. Otto Stangl wurde in diesem Jahr von Maria Marc gebeten, den künstlerischen Nachlass ihres verstorbenen Mannes Franz Marc zu verwalten.  Vom 1. September bis zum Oktober 1952 zeigte die Galerie Wandteppiche von Maria Marc zusammen mit Zeichnungen aus dem letzten Skizzenbuch von Franz Marc. Nach dem Tod von Maria Marc am 25. Januar 1955 wurde Stangl Nachlassverwalter und „Hüter des Franz-Marc-Nachlasses“, der, gemäß Vermächtnis der Witwe, eine festgelegte Anzahl Gemälde an bedeutende Museen schenkte.
Von 1962 bis 1975 hatte die Galerie im Luitpoldblock in der Brienner Straße 11 ihren Sitz. 1962 fand dort eine umfassende Ausstellung mit Werken von Serge Poliakoff statt.
1963 zeigte Stangl eine denkwürdige Ausstellung mit Pablo Picassos Grafik, ab 1969 wandte er sich der Konkreten Kunst mit Max Bill und Richard Paul Lohse zu und förderte die Konzeptionellen Antonio Calderara, Günter Fruhtrunk, Raimund Girke sowie den Bildhauer Arnaldo Pomodoro. Im Auftrag der Erben nach Maria Marc verkaufte Otto Stangl 1973 einen Großteil des schriftlichen Nachlasses an das im Germanischen Nationalmuseum in Nürnberg beheimatete Archiv für Bildend Kunst.
Zwei Monate nach dem Tod von Otto Stangl am 20. Juli 1990 verstarb seine Frau Etta am 22. September des  Jahres in München.

## Stiftung Etta und Otto Stangl
Neben der Galerie  entstand die Sammlung Etta und Otto Stangl, deren Teile nach dem Tod an verschiedene Museen und Dauerleihgaben überging. Das Wuppertaler Von der Heydt-Museum erhielt 31 Klee-Aquarelle für den im März 1992 eingeweihten Rudolf-Ibach-Paul-Klee-Raum.
Stangl förderte unter der Mitarbeit von Klaus Lankheit die Entstehung des 1986 eröffneten Franz Marc Museums in Kochel am See, zu der die am 9. November 2001 gegründete Stiftung Etta und Otto Stangl mit Sitz in Freiburg im Breisgau bedeutende Werke beisteuerte. 2008 wurde das Museum um einen würfelförmigen, von den Schweizer Architekten Diethelm & Spillmann geplanten Anbau, um 700 m² erweitert. Der Neubau „[…] wurde für 6,5 Millionen Euro von der in Freiburg ansässigen Stiftung Etta und Otto Stangl finanziert, die auch einen jährlichen Betrag zu den Betriebskosten zuschießt.“